# راج راجاراتنام
راج راجاراتنام (تامیلی: ராஜ் ராஜரத்தினம்؛ زادهٔ ۱۵ ژوئن ۱۹۵۷) یک سرمایه‌دار اهل ایالات متحده آمریکا است.